# Adoxophyes fasciata
Adoxophyes fasciata is een vlinder uit de familie van de bladrollers (Tortricidae). De wetenschappelijke naam van de soort is voor het eerst geldig gepubliceerd in 1900 door Thomas de Grey Walsingham.

## Type
- lectotype: "female"
- instituut: BMNH, Londen, Engeland
- typelocatie: "Japan, Honshu"

## Synoniemen
- Archips minor Shiraki, 1913
  - Typelocatie: "Formosa [Taiwan]"
- Tortrix reticulana Hübner, 1818-1819
  - Typelocatie: "Europe"
- Capua sutschana Caradja, 1926
  - Typelocatie: "China. Sutschan, Ussuri"
  - Lectotype: male. MGAB
- Tortrix tripsiana Eversmann, 1844 
  - Typelocatie: "Russia. Kasan, Orenburg"
  - Syntype(s): ZMAS